# Asperg

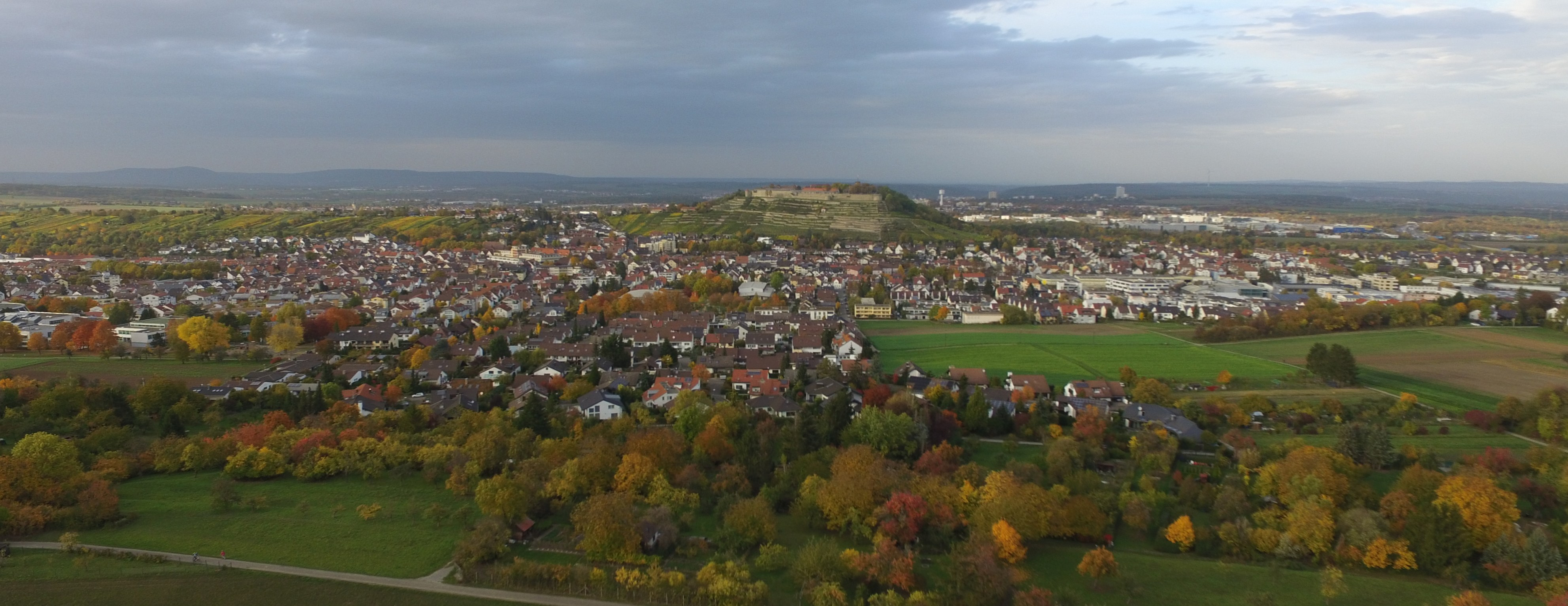
Asperg und Hohenasperg

Asperg (Ausspracheⓘ) ist eine Stadt im Strohgäu am Fuße des Berges Hohenasperg, im Einzugsbereich der Landeshauptstadt Stuttgart. Die Stadt gehört zum Landkreis Ludwigsburg, zur Region Stuttgart (bis 1992 Region Mittlerer Neckar) und zur europäischen Metropolregion Stuttgart.

## Geographie

### Geographische Lage
Asperg liegt in der Region Stuttgart zwischen den Flüssen Neckar und Enz im Strohgäu, das zum Naturraum Neckarbecken zählt. Das Landschaftsbild prägt der Hohenasperg durch seine Lage und seine charakteristische Form als isolierter, rund 90 Meter hoher Keuperberg mit einem breiten Plateau und steilen Abhängen im Norden, Osten und Süden. Im Westen läuft er flacher auf die Hurst aus. In der ansonsten mäßig hügeligen Umgebung des Langen Feldes ist der durch Reliefumkehr entstandene Zeugenberg weithin sichtbar. So beispielsweise von der A 81 aus rechts der Fahrtrichtung, wenn man sich von Norden her Ludwigsburg nähert.
Die im Zuge der Gründung Ludwigsburgs verkleinerte Gemarkungsfläche umfasst noch 580 Hektar und reicht von 241 bis auf 357,4 m ü. NHN. Sie grenzt heute an die Markungen von Tamm, Ludwigsburg, Möglingen und Markgröningen.

### Stadtgliederung
Zu Asperg gehören die Stadt Asperg und die Siedlungen und Häuser Altach, Hohenasperg, Lehenfeld, Osterholz, Schöckinger und Silberhälden. Das frühere Dorf Weihenberg ist in Unterasperg, dem heutigen Asperg, aufgegangen. Nordöstlich des Aspergs lag einst das abgegangene Dorf Schöckingen. 1909 wurden Asperg und die bislang selbstständige Kommune Hohenasperg vereinigt.

### Naturschutz
In Asperg gibt es neun Naturdenkmale (siehe Liste der Naturdenkmale in Asperg).

Ein Teil der Markung gehört zum Landschaftsschutzgebiet Hohenasperg-Hurst und weitere Umgebung.

### Flächenaufteilung
Nach Daten des Statistischen Landesamtes, Stand 2014.

## Geschichte

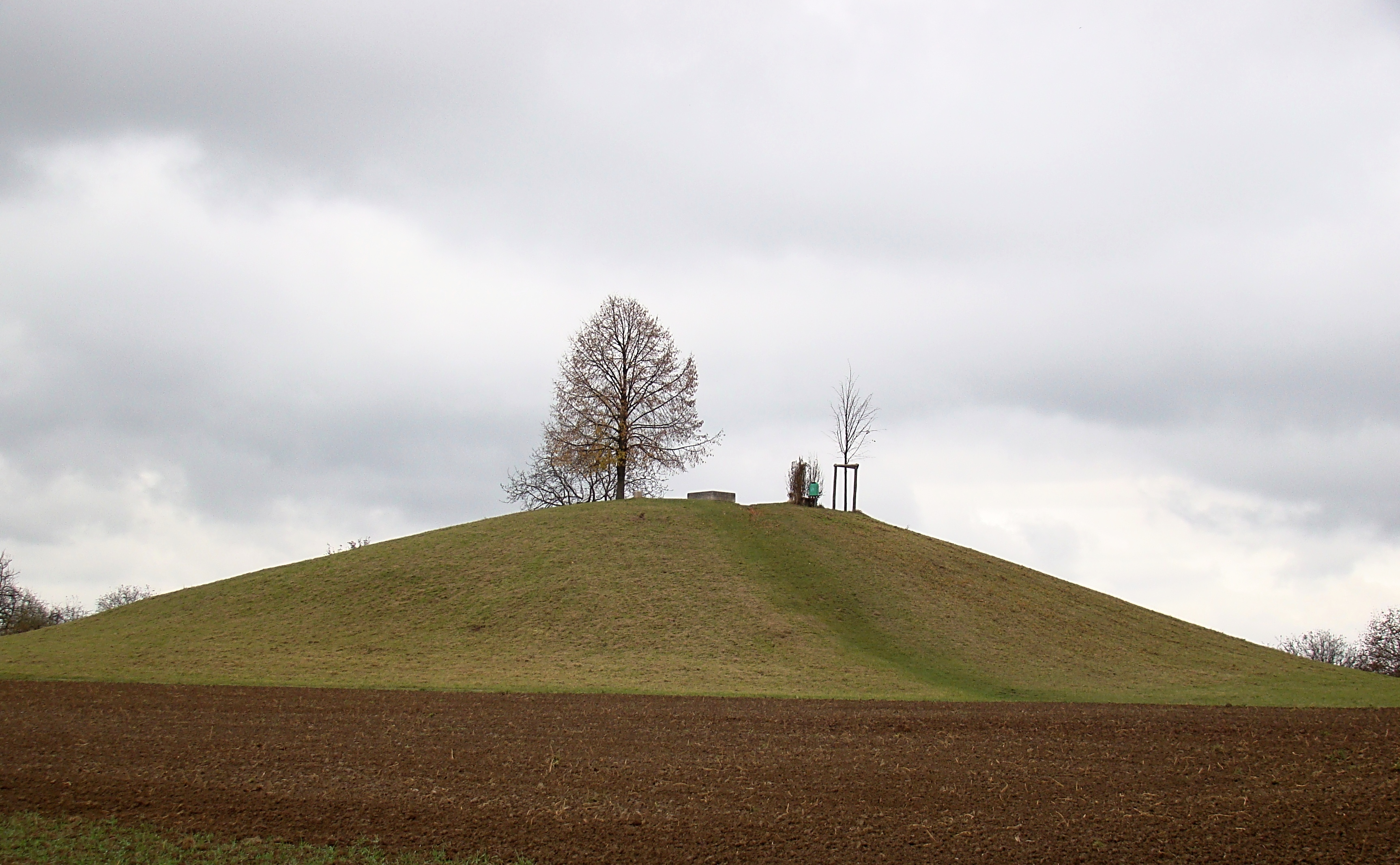
Keltischer Grabhügel Kleinaspergle

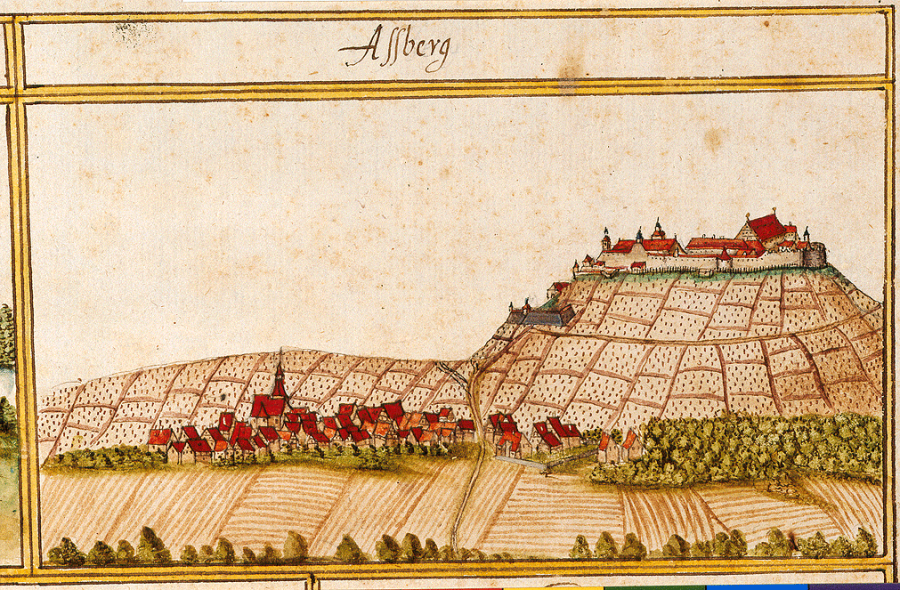
Asperg im Kieserschen Forstlagerbuch von 1682

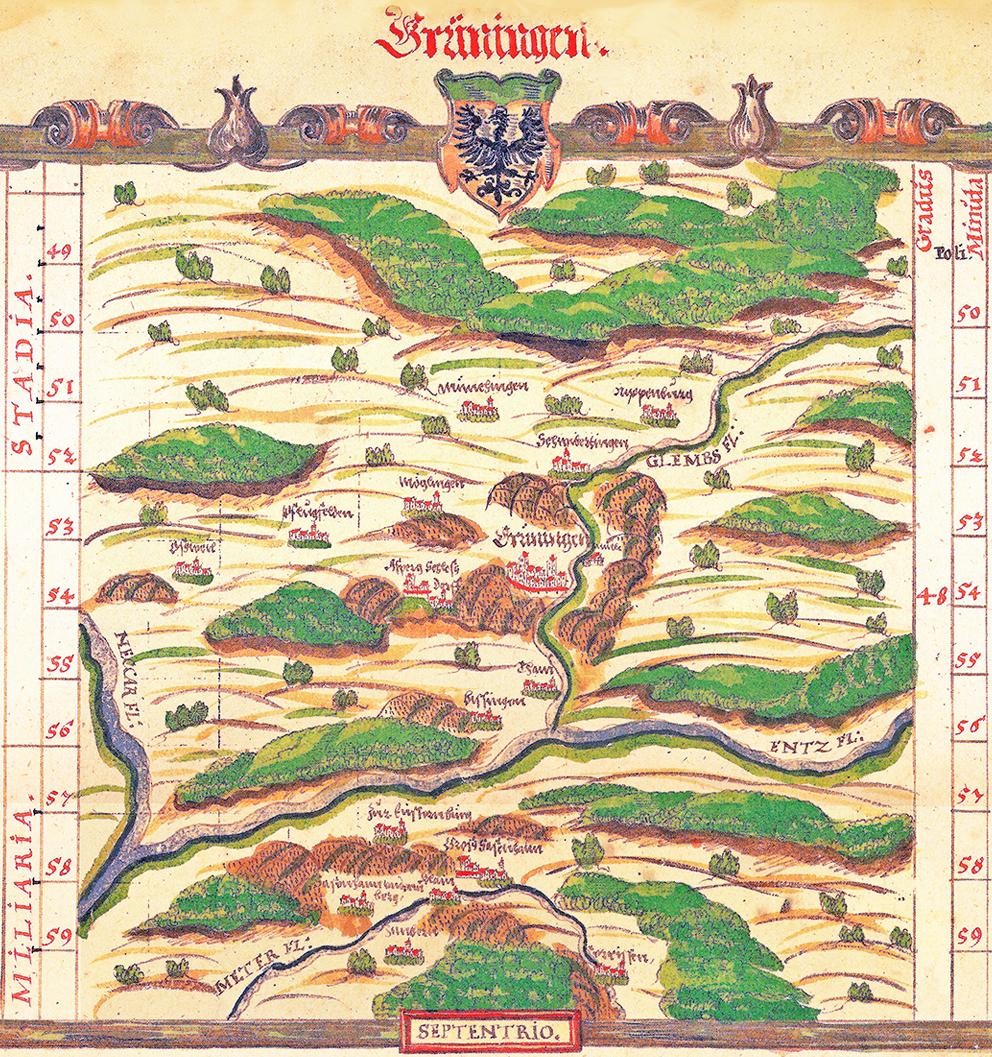
Karte des Amts Grüningen um 1600 mit Schloss und Dorf Asperg

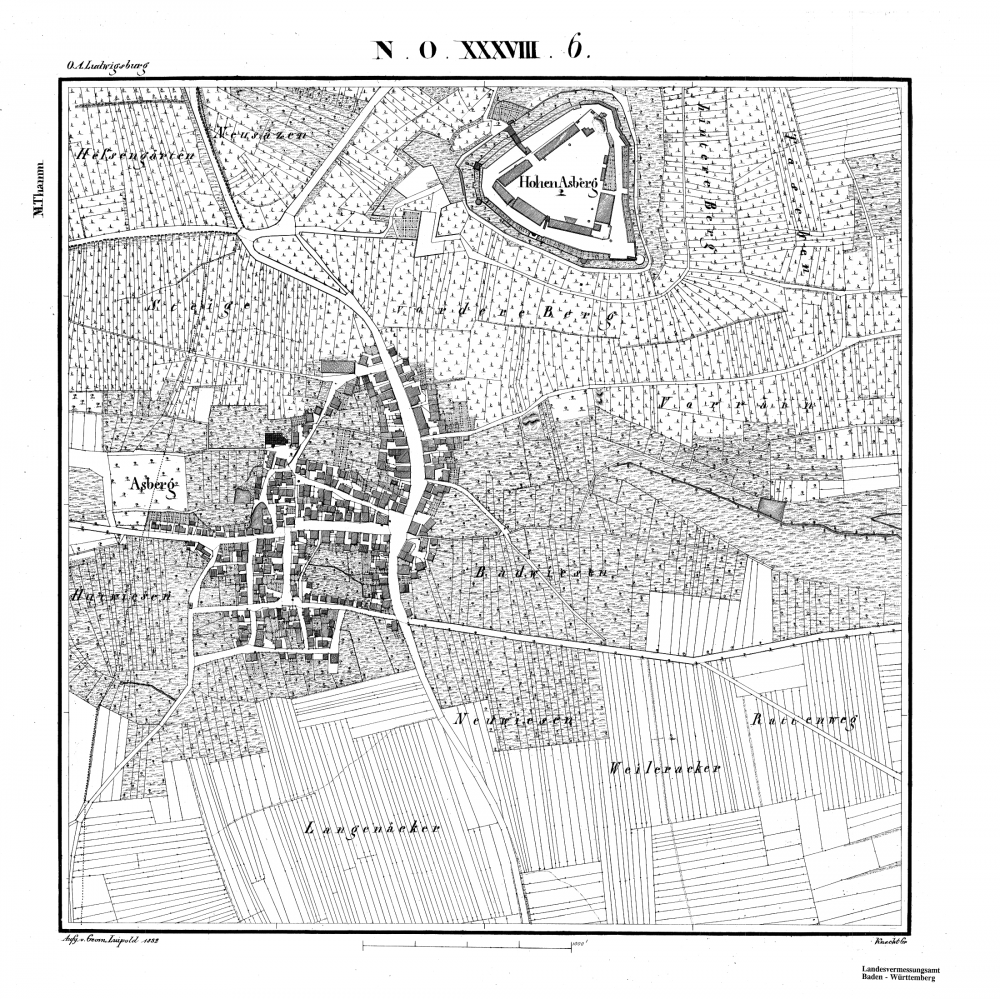
Asperg und Festung Hohenasperg auf der Urflurkarte von 1832

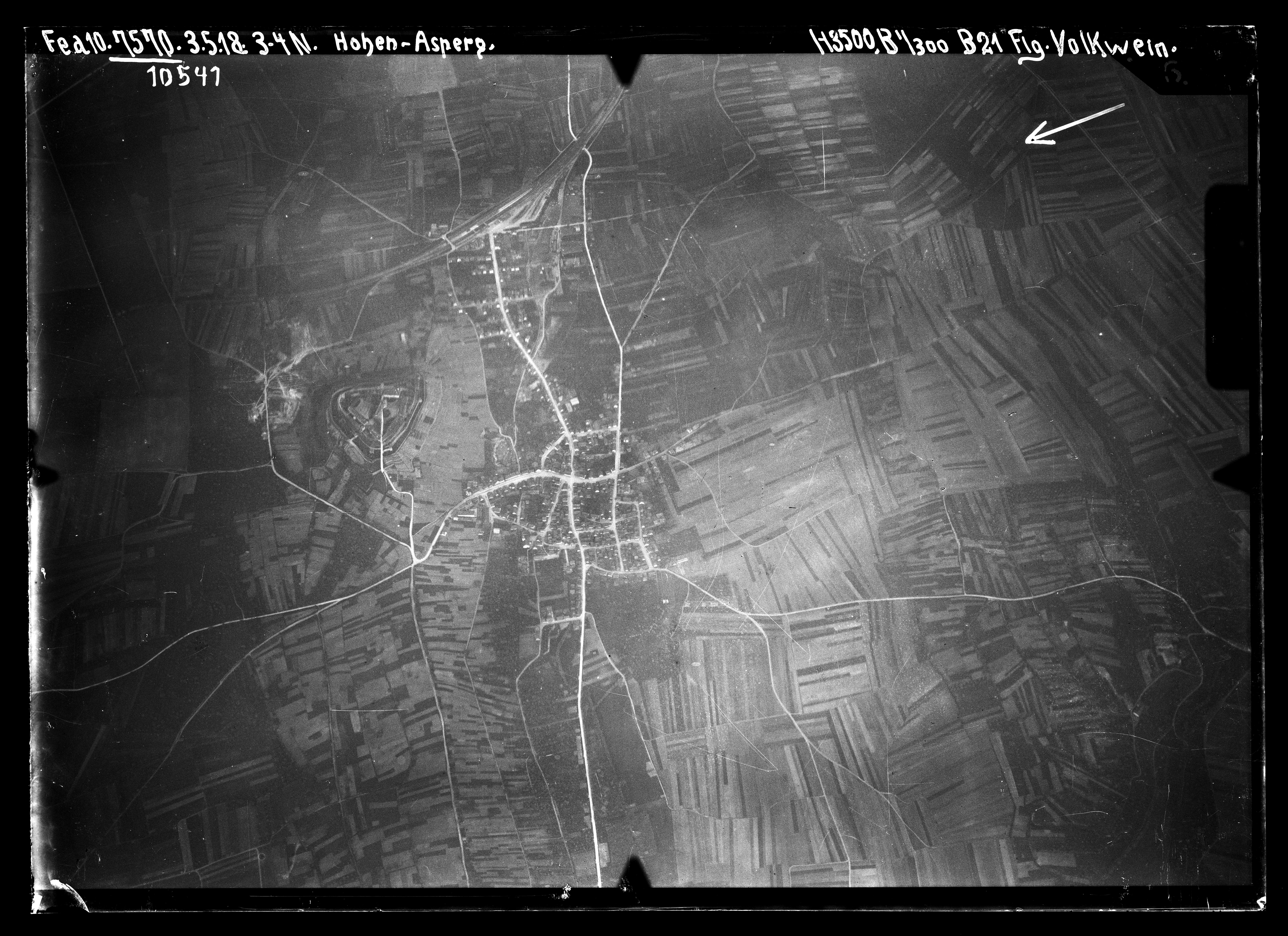
Luftbuild von Asperg im Mai 1918

### Bis zum 19. Jahrhundert
Die Geschichte der Stadt ist eng mit dem Hohenasperg verbunden. In vorchristlicher Zeit, um 500 v. Chr., war der Hohenasperg Fliehburg und vermutlich ein mächtiges frühkeltisches Machtzentrum. Zahlreiche keltische Grabstätten in der näheren Umgebung sind so ausgerichtet, dass man von ihnen aus freie Sicht auf den Hohenasperg hat, beispielsweise das große Hügelgrab bei Hochdorf oder die Grabstätte an der Katharinenlinde bei Schwieberdingen. Einen ganz besonders guten Blick auf den Hohenasperg bietet das am südlichen Rand von Asperg liegende Hügelgrab Kleinaspergle, datiert um 440 v. Chr. Bei seiner Grabung im Jahre 1879 stieß Oskar Fraas in einer Nebenkammer auf eindrucksvolle Funde, beispielsweise eine keltische Schnabelkanne, goldene Trinkhornenden und griechische Schalen. Ein weiteres Prunkgrab der Keltenzeit, datiert auf 500 v. Chr., wurde bei Bauarbeiten im Gebiet Grafenbühl 1964 von Hartwig Zürn entdeckt. Auch hier fanden sich einzigartige Stücke, beispielsweise zwei aus Bein geschnitzte Sphingen, eine davon mit aufgesetztem Bernsteingesicht. Die Asperger Funde befinden sich im Landesmuseum Württemberg in Stuttgart. Zudem konnten in der Umgebung des Hohenaspergs rund 400 Siedlungen nachgewiesen werden.
Eine Nutzung des exponierten Berges durch Alamannen und Franken kann zwar vermutet, aber nicht sicher belegt werden. Eine Identifizierung des in der Cosmographia des Geographs von Ravenna um das Jahr 700 genannten Ascis als Asperg ist fraglich.
Erstmals urkundlich erwähnt wurde Asperg bereits 819, als der Gaugraf Gozbert seinen dortigen Besitz dem Kloster Weißenburg im Elsass schenkte. Im Hochmittelalter gehörten Burg und Siedlung den Pfalzgrafen von Tübingen. Eine kurzlebige Seitenlinie der Pfalzgrafen um die Grafen Ulrich I. und Ulrich II. nannte sich nach Asperg. Größere Bedeutung erlangte der Ort aber erst mit der Gründung der 1304 erstmals dokumentierten und bis 1909 selbstständigen Stadt Hohenasperg mit eigener Stadtgerechtigkeit. 1308 erwarb Württemberg Asperg samt der Burg durch Kauf. Die Geschichte der Stadt war stets von den wechselvollen Wirren der Kriege beeinflusst. Insbesondere die Belagerungen der Festung durch den Schwäbischen Bund 1519 – festgehalten in einer Federzeichnung von Albrecht Dürer – und während des Dreißigjährigen Krieges waren verheerend. 1510 erhielt Asperg von Herzog Ulrich von Württemberg erneut ein Stadtrecht verliehen, welches vergleichbar dem der zweiten Residenzstadt Tübingen war. Ab 1534 wurde die Festung ausgebaut und das Städtchen vom Hohenasperg an den Fuß des Bergs nach Weihenberg, jetzt Unterasperg genannt, verlegt. „Schloss und Dorf Asperg“ gehörten derzeit zum Amt Grüningen (siehe Karte).
Mit der Gründung von Ludwigsburg verlor Asperg im Jahr 1714 sein Stadtrecht. 1718 wurde Asperg in das Oberamt Ludwigsburg eingegliedert, wurde aber bereits 17 Jahre später wieder Sitz eines eigenen Amtes. 1781 erfolgte dann die erneute Eingliederung in das Oberamt Ludwigsburg, was nach der Umsetzung der neuen Verwaltungsgliederung im Königreich Württemberg endgültig blieb. Nach langem Ringen wurde im Jahr 1875 wieder das Stadtrecht verliehen, welches seither unverändert gilt.
Im 19. Jahrhundert vollzog sich eine gewaltige Umschichtung des gesamten Wirtschafts- und Verkehrslebens. Asperg war bis dahin ländlich geprägt von Bauern und Weingärtnern. Einziger Industriezweig war die Gipsgewinnung, die erstmals im 14. Jahrhundert urkundlich erwähnt wird. 1859 gab es neun Gipsmühlen am Ort. 1847 bekam Asperg durch die neue Eisenbahnstrecke Ludwigsburg–Bietigheim Anschluss an den Schienenverkehr der Württembergischen Staatsbahnen. Das Wohngebiet wuchs danach immer mehr dem zunächst außerhalb liegenden Bahnhof entgegen. In der Folge entwickelten und etablierten sich bedeutende Industriezweige, so z. B. die erste württembergische Eisschrankfabrik Eisfink oder die Stahlgießerei M. Streicher aus Stuttgart-Bad Cannstatt sowie aus kleinen Anfängen heraus eine Möbelindustrie.

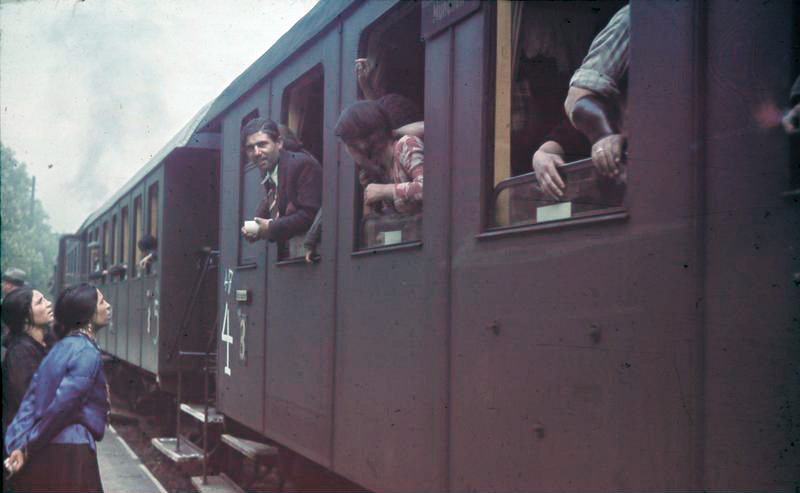
Deportation südwestdeutscher Sinti in Asperg (22. Mai 1940, Foto der RHF)

Seit 1894 befindet sich auf dem Hohenasperg ein Gefängnis (Invalidenanstalt) für den zivilen Strafvollzug.

### 20. und 21. Jahrhundert

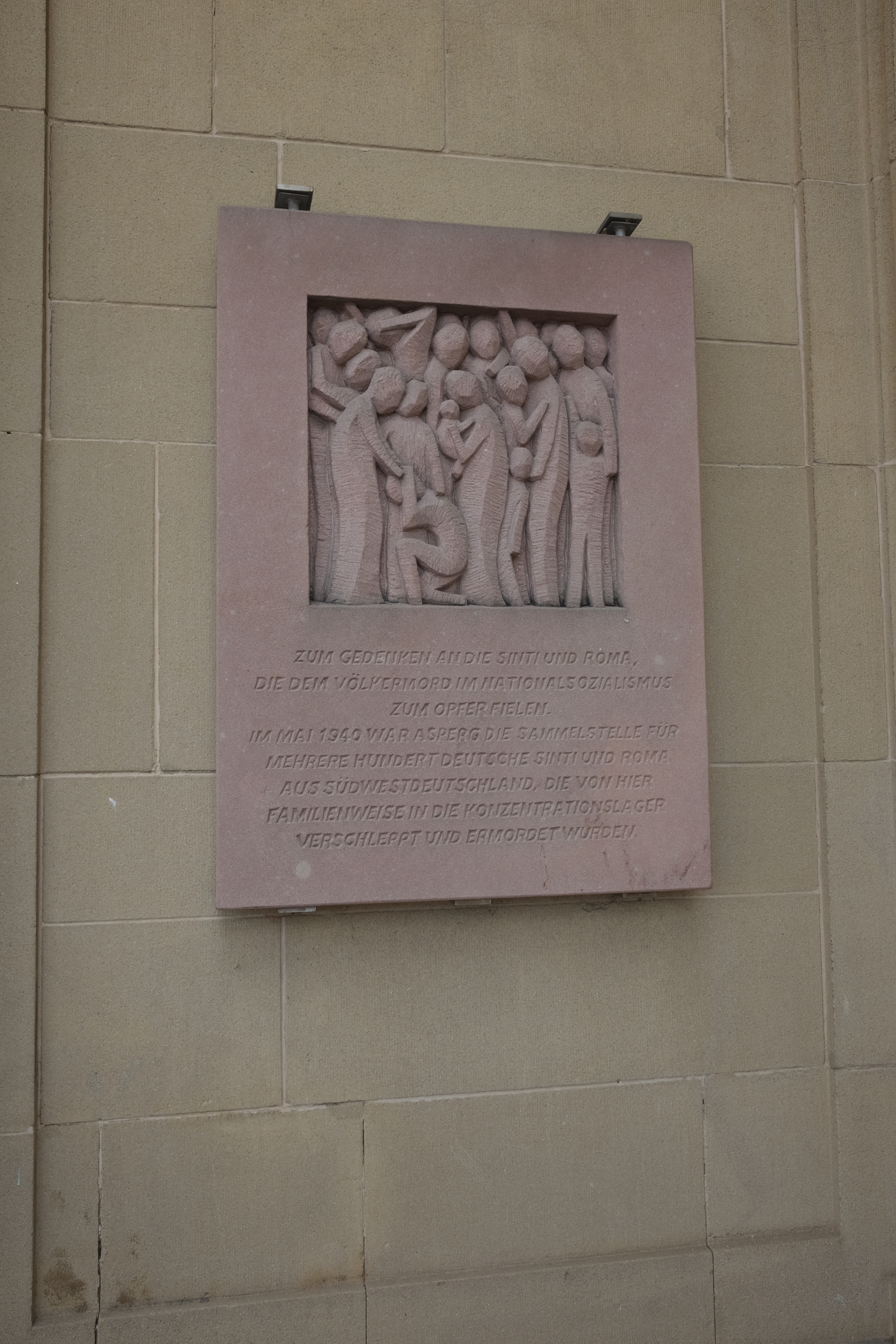
Gedenktafel für die deportierten Sinti und Roma

Von 1914 bis 1918 war die Festung Hohenasperg ein Kriegsgefangenenlager, von 1920 bis 1945 dann eine Zweigstrafanstalt von Ludwigsburg. In der Zeit des Nationalsozialismus (1933–1945) waren Regimegegner inhaftiert und die Gebäude wurden als Sammellager für Deportationen benutzt. Im Mai 1940 auch eine Sammelstelle für „Zigeuner“, die in Namenslisten erfasst und „rassehygienisch“ untersucht wurden. Vom Bahnhof Asperg aus wurden sie mit Zügen in die Ghettos und Konzentrationslager im besetzten Polen deportiert. Seit 1995 existiert am Bahnhof Asperg eine Gedenktafel, die an die Deportation erinnert.
1942 wurde eine Tuberkulosestation eingerichtet und ein eigener kleiner Friedhof am Nordhang des Berges.
Die Verwaltungsreform vom 25. April 1938 während der NS-Zeit in Württemberg führte zur Zugehörigkeit zum Landkreis Ludwigsburg.
In der Endphase des Zweiten Weltkrieges wurde Asperg Kriegsschauplatz und Standort von Artilleriestellungen. Asperg wurde erstmals am 10. April 1945 von alliierten Fliegern angegriffen, wobei zwei Wohnhäuser und fünf Scheunen in Brand gesetzt wurden und sechs Einwohner umkamen. Während der Kampfhandlungen kamen insgesamt zwölf Einwohner ums Leben. Asperg war ab 21. April 1945 für kurze Zeit französisch besetzt und kam dann ab Mitte Juli 1945 unter amerikanische Militärverwaltung.
Als Teil der Amerikanischen Besatzungszone gelangte Asperg zum neu gegründeten Land Württemberg-Baden, das 1952 im jetzigen Bundesland Baden-Württemberg aufging.
Von 1945 bis 1947 befand sich auf dem Hohenasperg ein Internierungslager zur Entnazifizierung und Umerziehung. Seit 1948 ist der Hohenasperg Landesstrafanstalt, in der seit 1950 das Zentralkrankenhaus für den baden-württembergischen Strafvollzug und außerdem seit 1975 die Sozialtherapeutische Anstalt Baden-Württemberg untergebracht sind.
Immer wieder gab es Ende des 20. Jahrhunderts auch Überlegungen für eine kulturelle Nutzung des Berges und der Festung. Seit dem 16. Juli 2010 existiert im Arsenalbau das Museum Hohenasperg – Ein deutsches Gefängnis, ein Zweigmuseum des Hauses der Geschichte Baden-Württemberg. Im äußeren Torturm befindet sich ein Gasthaus Die Schubartstube. Der Hohenasperg ist heute auch wegen seines Panoramaausblicks ein beliebtes touristisches Ausflugsziel.
Nach dem Zweiten Weltkrieg betrug die Einwohnerzahl Aspergs noch 4700 Personen. Diese stieg in den 1970er Jahren auf 12.000 an und liegt heute bei rund 13.000. Zahlreiche Wohngebiete entstanden in dieser Zeit. Anfang des 21. Jahrhunderts wurde die Stadtmitte komplett neu gestaltet. Angesichts seiner guten Lage, der sehr guten Infrastruktur und des familienfreundlichen Angebotes ist Asperg bis heute als Wohnort beliebt.

### Einwohnerentwicklung
Die Einwohnerzahl stieg seit 1856 zunehmend an und lag 2023 bei 13.921 Einwohnern.

## Religionen
Bis zur Reformation gehörte die Asperger Pfarrei zum Landkapitel Grüningen im Archidiakonat Trinitatis des Bistums Speyer. Seit der Einführung der Reformation in Württemberg ist Asperg vorwiegend evangelisch geprägt. Mit der Michaelskirche gibt es eine Gemeinde der Evangelischen Landeskirche in Asperg. Dazu kommt eine Gemeinde der Landeskirchlichen Gemeinschaft.
Die römisch-katholische Kirchengemeinde gibt es in Asperg seit 1950; seit 1999 ist diese Teil einer Seelsorgeeinheit, zusammen mit den katholischen Gemeinden in Markgröningen und Tamm. Die römisch-katholische Kirche in Asperg ist die St.-Bonifatius-Kirche. Weiterhin gibt es die Neuapostolische Kirche, die evangelisch-methodistische Kirche und die Arche, die zum Bund Freikirchlicher Pfingstgemeinden gehört.

## Politik

### Gemeinderat
Der Gemeinderat in Asperg besteht aus den 18 gewählten ehrenamtlichen Gemeinderäten und dem Bürgermeister als Vorsitzendem. Der Bürgermeister ist im Gemeinderat stimmberechtigt. Die Kommunalwahl am 9. Juni 2024 führte zu folgendem Ergebnis.
| Parteien und Wählergemeinschaften | Parteien und Wählergemeinschaften           | Stimmenanteil | Sitze   | Kommunalwahl 2024 %403020100 35,44 %24,88 %23,39 %11,11 %5,18 % FWCDUGrüneSPDFDPGewinne und Verlusteim Vergleich zu 2019 %p 8 6 4 2 0 −2 −4 −6+0,93 %p+6,59 %p−6,00 %p−0,92 %p−0,59 %pFWCDUGrüneSPDFDP |
| FW                                | Freie Wähler Asperg e.V                     | 35,44 %       | 6       | Kommunalwahl 2024 %403020100 35,44 %24,88 %23,39 %11,11 %5,18 % FWCDUGrüneSPDFDPGewinne und Verlusteim Vergleich zu 2019 %p 8 6 4 2 0 −2 −4 −6+0,93 %p+6,59 %p−6,00 %p−0,92 %p−0,59 %pFWCDUGrüneSPDFDP |
| CDU                               | Christlich Demokratische Union Deutschlands | 24,88 %       | 5       | Kommunalwahl 2024 %403020100 35,44 %24,88 %23,39 %11,11 %5,18 % FWCDUGrüneSPDFDPGewinne und Verlusteim Vergleich zu 2019 %p 8 6 4 2 0 −2 −4 −6+0,93 %p+6,59 %p−6,00 %p−0,92 %p−0,59 %pFWCDUGrüneSPDFDP |
| GRÜNE                             | Bündnis 90/Die Grünen                       | 23,39 %       | 4       | Kommunalwahl 2024 %403020100 35,44 %24,88 %23,39 %11,11 %5,18 % FWCDUGrüneSPDFDPGewinne und Verlusteim Vergleich zu 2019 %p 8 6 4 2 0 −2 −4 −6+0,93 %p+6,59 %p−6,00 %p−0,92 %p−0,59 %pFWCDUGrüneSPDFDP |
| SPD                               | Sozialdemokratische Partei Deutschlands     | 11,11 %       | 2       | Kommunalwahl 2024 %403020100 35,44 %24,88 %23,39 %11,11 %5,18 % FWCDUGrüneSPDFDPGewinne und Verlusteim Vergleich zu 2019 %p 8 6 4 2 0 −2 −4 −6+0,93 %p+6,59 %p−6,00 %p−0,92 %p−0,59 %pFWCDUGrüneSPDFDP |
| FDP                               | Freie Demokratische Partei                  | 5,18 %        | 1       | Kommunalwahl 2024 %403020100 35,44 %24,88 %23,39 %11,11 %5,18 % FWCDUGrüneSPDFDPGewinne und Verlusteim Vergleich zu 2019 %p 8 6 4 2 0 −2 −4 −6+0,93 %p+6,59 %p−6,00 %p−0,92 %p−0,59 %pFWCDUGrüneSPDFDP |
| Gesamt                            | Gesamt                                      | 100 %         | 18      | Kommunalwahl 2024 %403020100 35,44 %24,88 %23,39 %11,11 %5,18 % FWCDUGrüneSPDFDPGewinne und Verlusteim Vergleich zu 2019 %p 8 6 4 2 0 −2 −4 −6+0,93 %p+6,59 %p−6,00 %p−0,92 %p−0,59 %pFWCDUGrüneSPDFDP |
| Wahlbeteiligung                   | Wahlbeteiligung                             | 63,90 %       | 63,90 % | Kommunalwahl 2024 %403020100 35,44 %24,88 %23,39 %11,11 %5,18 % FWCDUGrüneSPDFDPGewinne und Verlusteim Vergleich zu 2019 %p 8 6 4 2 0 −2 −4 −6+0,93 %p+6,59 %p−6,00 %p−0,92 %p−0,59 %pFWCDUGrüneSPDFDP |

Bei vergangenen Wahlen wurden folgende Ergebnisse erzielt:

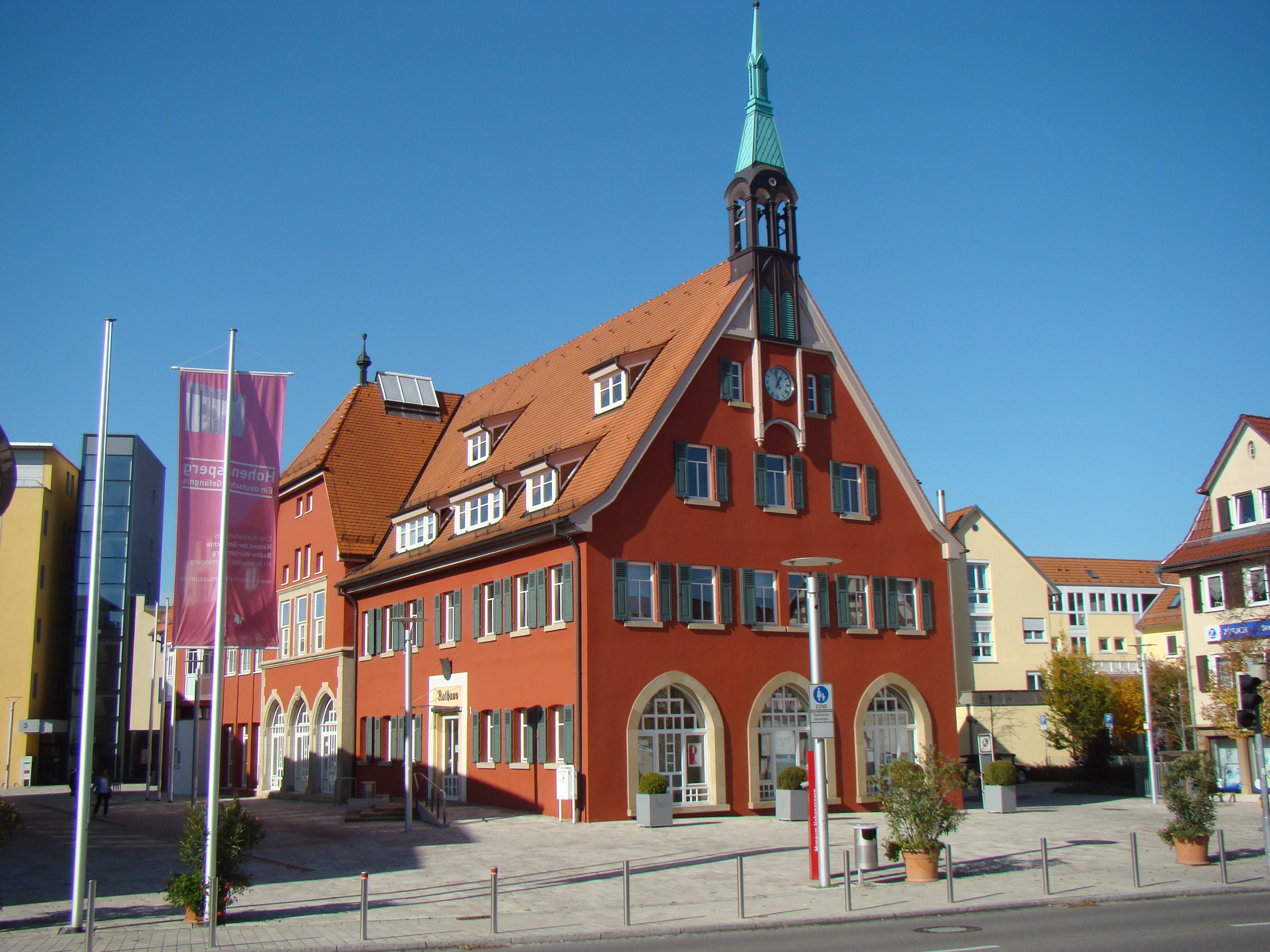
Rathaus in Asperg

| Parteien und Wählergemeinschaften | Parteien und Wählergemeinschaften           | % 2019  | Sitze 2019 | % 2014  | Sitze 2014 | % 2009  | Sitze 2009 | % 2004  | Sitze 2004 | % 1999  | Sitze 1999 |
| --------------------------------- | ------------------------------------------- | ------- | ---------- | ------- | ---------- | ------- | ---------- | ------- | ---------- | ------- | ---------- |
| FW                                | Freie Wähler Asperg e.V                     | 34,51   | 6          | 29,2    | 5          | 28,0    | 5          | 24,5    | 5          | 23,8    | 6          |
| CDU                               | Christlich Demokratische Union Deutschlands | 18,29   | 3          | 28,2    | 5          | 27,4    | 5          | 30,0    | 7          | 31,5    | 7          |
| GRÜNE                             | Bündnis 90/Die Grünen                       | 29,39   | 6          | 27,8    | 5          | 31,1    | 6          | 25,2    | 6          | 22,0    | 5          |
| SPD                               | Sozialdemokratische Partei Deutschlands     | 12,03   | 2          | 14,8    | 3          | 13,5    | 2          | 13,1    | 3          | 15,7    | 3          |
| FDP                               | Freie Demokratische Partei                  | 5,77    | 1          | –       | –          | –       | –          | 7,2     | 1          | 7,0     | 1          |
| Gesamt                            | Gesamt                                      | 100     | 18         | 100     | 18         | 100     | 18         | 100     | 22         | 100     | 22         |
| Wahlbeteiligung                   | Wahlbeteiligung                             | 61,40 % | 61,40 %    | 50,60 % | 50,60 %    | 53,50 % | 53,50 %    | 54,70 % | 54,70 %    | 57,60 % | 57,60 %    |

### Bürgermeister
- ?–1795: Johann Sebastian Müller
- 1919–1945: Hermann Käser
- 1948–1954: Hermann Käser
- 1954–1980: Walter Trefz
- 1980–1993: Otto Sinz
- 1993–2017 Ulrich Storer
- Im September 2017 wurde der Kämmerer der Gemeinde Ingersheim, Christian Eiberger, im ersten Wahlgang zum neuen Bürgermeister gewählt.[15]

### Wappen und Flagge
Die Blasonierung des Wappens lautet: „In Gold auf grünem Dreiberg eine grüne Aspe, beseitet von zwei aufrechten, mit den Enden auswärts gekehrten schwarzen Hirschstangen.“
Die Asperger Stadtfarben sind seit 1933 Grün-Gelb.

### Städtepartnerschaften
- Lure, Frankreich, seit 1967[16]
- Pulsnitz, Sachsen[17]

## Wirtschaft und Infrastruktur
Asperg ist ein Weinbauort, dessen Lagen zur Großlage Schalkstein im Bereich Württembergisch Unterland des Weinbaugebietes Württemberg gehören. Der Weinbau ist seit dem 9. Jahrhundert nachweisbar.

### Unternehmen
Ansässig ist u. a. die Kirchner & Wilhelm GmbH + Co. KG, ein Produzent von Medizintechnik.
Die österreichische Collini-Gruppe hat die Firma Gärtner + Klinger GmbH übernommen, welche nun unter dem Namen Collini GmbH firmiert.
Seit 1972 ist auch die Firma Fahrion GmbH (gegründet 1922) mit ihrer Stempel-, Frontplatten-, Schilder- und Gravurherstellung ansässig.

### Verkehr
Durch die Frankenbahn (Stuttgart–Würzburg), auf der die Linie S5 (Bietigheim–Stuttgart) verkehrt, hat Asperg Anschluss an das Stuttgarter S-Bahn-Netz; die Fahrzeit vom Stuttgarter Hauptbahnhof beträgt rund 20 Minuten. Über die Anschlussstellen Ludwigsburg-Nord und Ludwigsburg-Süd ist Asperg von der Bundesautobahn 81 (Heilbronn–Stuttgart–Singen) aus in wenigen Minuten erreichbar.

### Öffentliche Einrichtungen
Es gibt eine Stadtbücherei, ein Jugendhaus, ein Haus der Senioren, Alten-, zwei Pflegeheime der kreiseigenen Kleeblatt Pflegeheime gGmbH, eine Vielzahl von Kindertageseinrichtungen (Krippe, Kindergarten, Kinderhaus), ein Freibad, mehrere Sporthallen, ein Sport- und Freizeitzentrum mit Stadion, Tennisanlage etc., eine Stadthalle, den Veranstaltungsraum Keltensaal und bis 2016 ein Lehrschwimmbad.

### Bildungseinrichtungen
Mit dem Friedrich-List-Gymnasium, der Friedrich-Hölderlin-Schule (einer Grund- und Hauptschule mit Werkrealschule) sowie der Goetheschule (einer Grundschule) verfügt Asperg über drei Schulen. Des Weiteren betreibt der Internationale Bund in Asperg ein Bildungszentrum. Zu diesem gehören eine Realschule mit Ganztagesangebot sowie mehrere berufliche Schulen. Es gibt insgesamt elf Kindergärten (sechs städtische, zwei römisch-katholische, einen evangelischen, einen nach Waldorfpädagogik und einen Naturkindergarten). Weiterhin gibt es seit November 2007 eine Betreuung für Kinder unter drei Jahren mit 30 Plätzen. Im Jahr 2010 wurde ein Kinderhaus an der Hölderlinstraße mit 40 Ganztages-Kindergartenplätzen und 30 Plätzen für Kleinkinder eröffnet.

### Freizeit- und Sportanlagen

#### Sport- und Freizeitzentrum Osterholz
Seit 1985 gibt es das Sport- und Freizeitzentrum im Gebiet Osterholz, welches den Asperger Sportvereinen und Schulen zwei Rasenplätze, einen Hartplatz, eine 400 m Rundlaufbahn, eine komplette Leichtathletikanlage und zwei Kleinspielfelder bietet. Die Sportgaststätte bietet italienische Küche. Nicht zu dem Zentrum gehörend, aber in direkter Nachbarschaft befinden sich die Tennisplätze des TC Asperg und das Naturfreundehaus.

#### Freibad
Das in den Sommermonaten von Mai bis September geöffnete Freibad befindet sich ungefähr 8 Gehminuten nördlich vom Asperger Bahnhof bzw. von der Bushaltestelle „Lehenbrücke“ entfernt. Es bestehen Abstellplätze für annähernd 500 PKW und etwa 700 Fahrräder. In den 1960er Jahren wurde auf dem Gewann „Lochwiesen“ das Freibad errichtet. In den folgenden Jahrzehnten musste das Bad immer wieder umgestaltet werden, da ein Absacken des Geländes zu teilweise gefährlichen Vertiefungen im Boden führte. Im Untergrund wurde später Geotextil verbaut, das ein weiteres Absacken verhindern soll. Das Anfang des Jahrtausends modernisierte Freibad bietet ein beheiztes Schwimmerbecken mit Sprungturm, ein Nichtschwimmerbecken mit Rutschbahn und Schwimmkanal sowie einen schönen Eltern-Kinderbreich mit Sonnensegel, Wasserspritzfiguren etc. Im Eingangsbereich befindet sich ein großzügiger Gastronomiebereich mit Außenbewirtung unter großen Sonnenschirmen.

### Ver- und Entsorgung
Das Stromnetz in der Stadt wird von der EnBW Regional AG betrieben. Das Gasnetz betreibt die Stadtwerke Ludwigsburg-Kornwestheim GmbH. Der westliche Teil von Asperg wird mit Bodenseewasser versorgt, der östliche Teil von Asperg mit Landeswasser. Die Abfallentsorgung wird von der Abfallverwertungsgesellschaft des Landkreises Ludwigsburg mbH (AVL) übernommen, einer 100%igen Tochtergesellschaft des Landkreises Ludwigsburg. Die AVL ist beauftragt, die Aufgaben zur Vermeidung, Verwertung und Beseitigung von Abfällen im Auftrag des Landkreises Ludwigsburg zu erfüllen.

## Kultur und Sehenswürdigkeiten

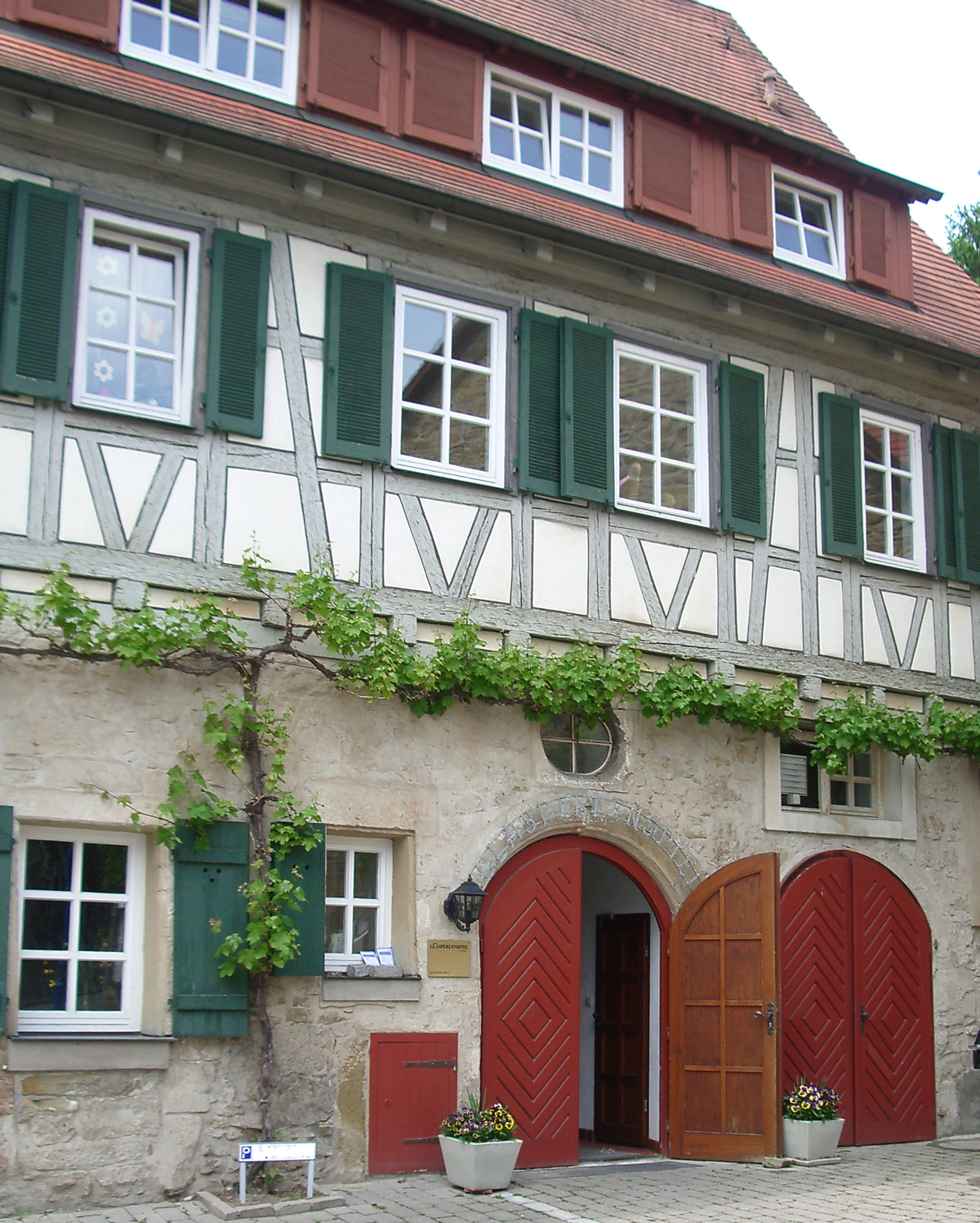
Haus des Glasperlenspiels

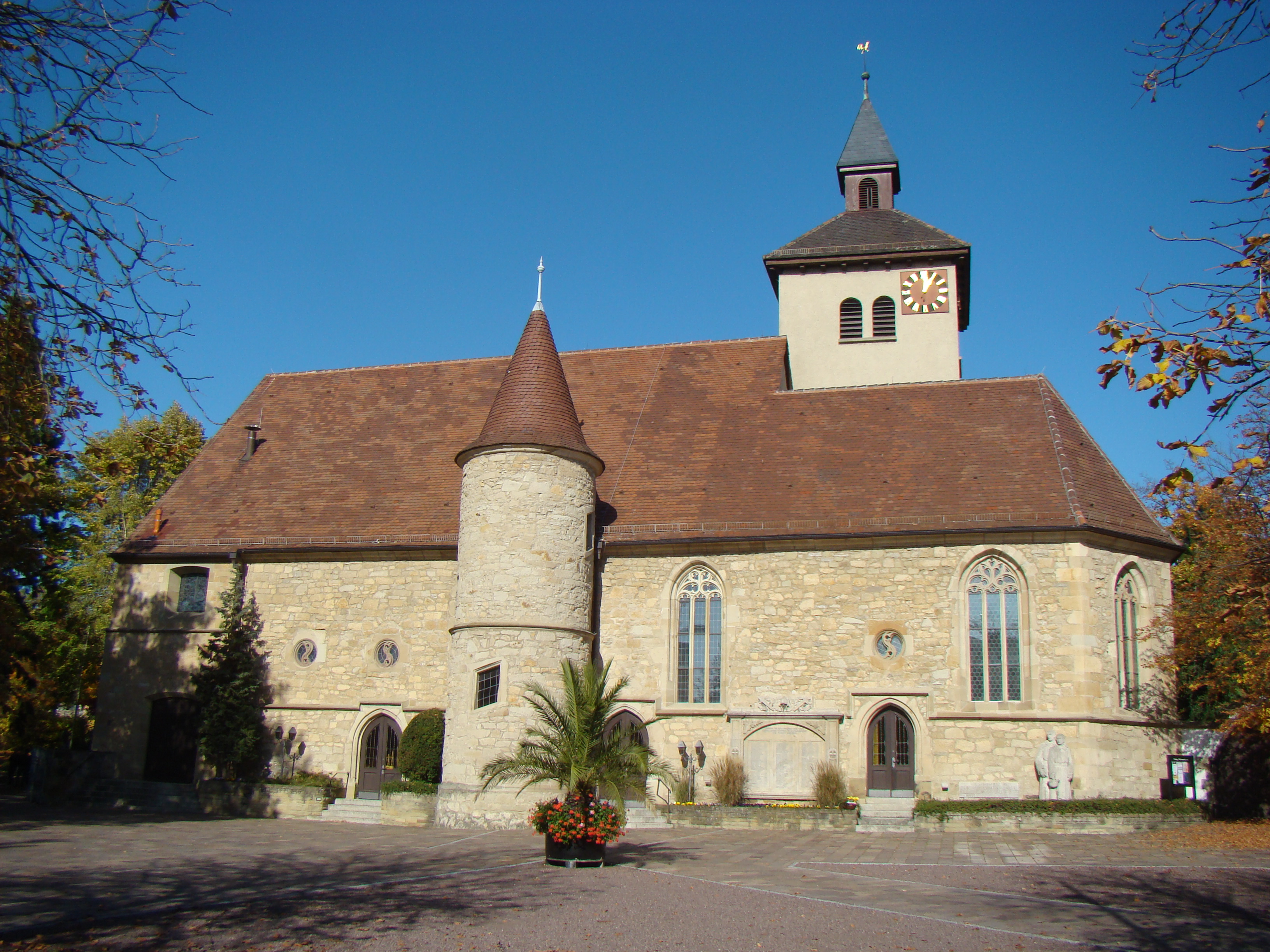
Denkmalgeschützte Michaelskirche

Das ehemalige Gasthaus Hirsch und das ehemalige anschließende Kino Gloria bilden heute die Spielstätte der Schwaben-Bühne. Sie bietet seit über 40 Jahren Aufführungen für Besucher und Liebhaber des schwäbischen Mundarttheaters.
Der gemeinnützige Verein Glasperlenspiel steht Menschen offen, die dort alles von und über Theater, Tanz, Musik, Literatur und Wissenschaft erleben wollen. Er hat seine Wirkungsstätte im Alten Pfarrhaus der Michaelskirche.

### Museen
- Feuerwehrmuseum: Es befindet sich in der ehemaligen Schillerschule (Schillerstraße 3, Haus der Vereine). Unter anderem werden historische Helme, Gerätschaften und Modellautos ausgestellt.
- Museum Hohenasperg – Ein deutsches Gefängnis: Arsenalbau Festungsanlage, Hohenasperg.[20] Am Beispiel von 22 Biographien mit vielen Originalexponaten zeigt die Schau, wie sich die Strafe des Freiheitsentzugs über drei Jahrzehnte hinweg entwickelt hat. Es ist ein Zweigmuseum des Hauses der Geschichte Baden-Württemberg.
- Weinbaumuseum: Das Museum ist in der alten Kelter (Kelterstraße 11) untergebracht. Dort werden die Tradition des Asperger Weinbaus sowie die Kelter- und Kellereitechnik der letzten zweihundert Jahre präsentiert.

### Bauwerke
Auf dem Hohenasperg befindet sich die Festung Hohenasperg, worin sich heute das Museum Hohenasperg – ein deutsches Gefängnis sowie das Justizvollzugskrankenhaus Hohenasperg befinden.
Die evangelische Michaelskirche ist die historische Kirche des Ortes. Bei ihrer Restaurierung 1960 wurden bedeutende historische Wandmalereien freigelegt, die einst einen Passionszyklus bildeten. Die Michaelskirche wurde von der Denkmalstiftung Baden-Württemberg zum „Denkmal des Monats Dezember 2023“ ernannt.
Zu den weiteren Sehenswürdigkeiten des Ortes zählen neben dem Rathaus einige Fachwerkhäuser und die Kelter.

## Persönlichkeiten

### Ehrenbürger
- 1884: Hugo von Baur, Bataillons- und Festungskommandant auf dem Hohenasperg
- 1897: Gustav Sprinkhardt, Stadtschultheiß
- 1906: Adolf Niefer, Hauptmann
- 1933: Carl Fink, Gründer der Firma „Eisfink“
- 1955: Hermann Käser, Altbürgermeister
- 1959: Karl Porringer, Unternehmer
- 1980: Walter Trefz, Altbürgermeister
- 1988: Helmut Goebel, Stadtrat

### Söhne und Töchter der Stadt
- Robert Wessinger (1825–1894), Porträt-, Landschafts- und Genremaler
- Friedrich von Graevenitz (* 7. Januar 1861 in Hohenasperg; † 28. Februar 1922 in Solitude), General
- Adolf Burkhardt (* 10. April 1929; † 2. April 2004 in Weilheim an der Teck), lutherischer Pfarrer und Förderer des Esperanto.

### Sonstige Persönlichkeiten
- Marvin Braun (* 1982 in Ludwigsburg), ehemaliger Profi-Fußballspieler, spielte in der Jugend beim TSV Asperg
- Ralf Isau (* 1956 in Berlin), Schriftsteller, lebt in Asperg
- Wolfgang Jeschke (* 1936 in Tetschen; † 2015), Schriftsteller und Träger des Deutschen Science-Fiction-Preises, wuchs in Asperg auf
- Peter Römpert (* 1944 in Eilenburg; † 2022 in Asperg) Künstler/Bildhauer, lebte und arbeitete in Asperg
- David M. Schulze (* 1985 in Stuttgart), Synchronsprecher, Schauspieler und Musiker, wuchs in Asperg auf
- Eberhard Stilz (* 1949 in Kleinbottwar), Jurist und Richter, ehem. Präsident des Oberlandesgerichts Stuttgart, lebt in Asperg